# Rodolfo Gonzaga (1569-1593)
Rodolfo Gonzaga (Castiglione delle Stiviere, 7 marzo 1569 – Castel Goffredo, 3 gennaio 1593) è stato un nobile italiano, secondo marchese di Castiglione dal 1586 e marchese di Castel Goffredo dal 1592.

## Biografia

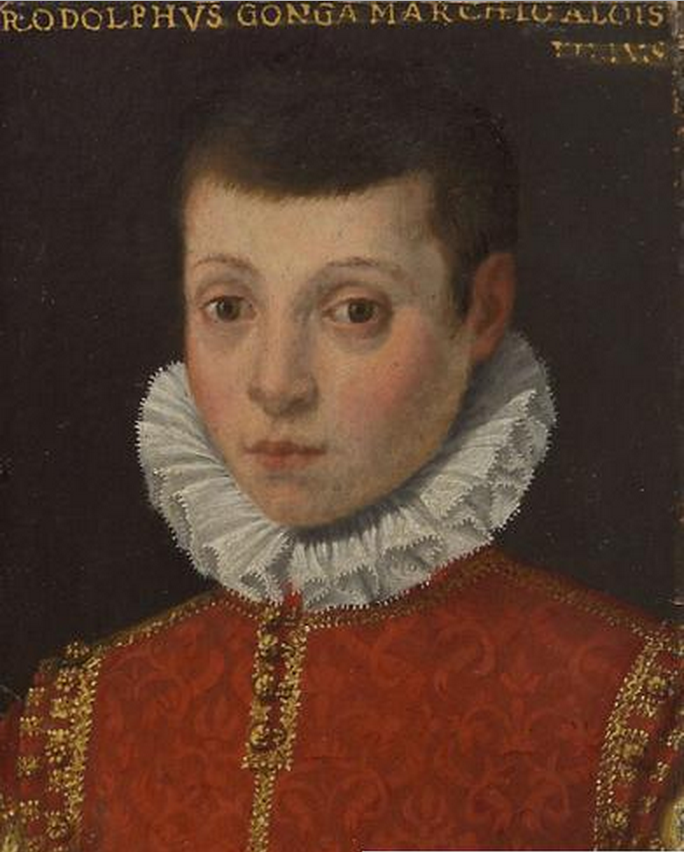
Rodolfo Gonzaga ritratto in tenera età.

### Marchese di Castiglione

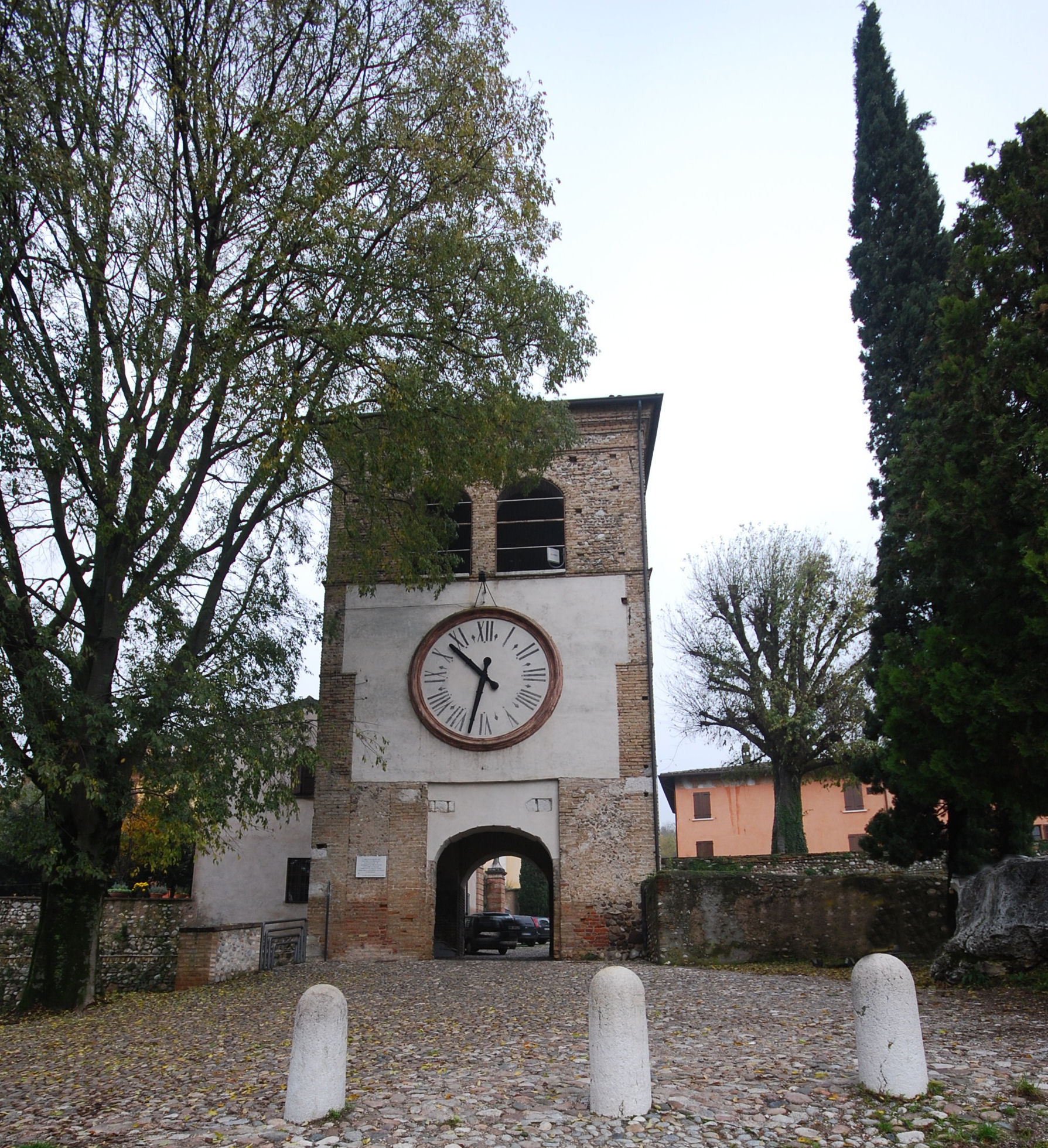
Torre del Castello di Castiglione

Secondogenito di Ferrante Gonzaga, I marchese di Castiglione delle Stiviere, e di Marta Tana di Santena, nobildonna piemontese, nel 1586 ereditò il feudo paterno di Castiglione poiché il fratello maggiore, Luigi, aveva rinunciato al titolo per abbracciare la vita religiosa nella Compagnia di Gesù.
Nel 1589 morì, senza eredi diretti, anche suo zio Orazio Gonzaga, marchese di Solferino: Rodolfo, parente maschio più prossimo, avrebbe voluto annettere il marchesato ai suoi domini, ma Orazio lasciò Solferino a Vincenzo Gonzaga, principe di Mantova.
Anche l'altro fratello del padre di Rodolfo, il marchese di Castel Goffredo Alfonso Gonzaga, era privo di eredi maschi diretti. Alfonso avrebbe voluto dare in moglie la sua unica figlia, Caterina, a Rodolfo, ma questi il 29 ottobre 1588 sposò segretamente Elena Aliprandi, figlia del ricco banchiere Giovanni Antonio di rango patrizio di Castiglione e il matrimonio reso noto solo alla fine di febbraio 1590. Essendolo venuto a sapere, Alfonso cercò di ottenere dall'imperatore che Caterina fosse riconosciuta marchesa alla sua morte, ma Rodolfo fece uccidere lo zio con un colpo di archibugio alla Corte Gambaredolo il 7 maggio 1592 e occupò militarmente Castel Goffredo.
Rodolfo "dominò in Castelgoffredo col terrore" e commise "crudeltà senza esempio"; fece imprigionare la vedova di Alfonso, Ippolita Maggi, e la figlia Caterina: papa Clemente VIII inviò da Roma Settimio Borsari, vescovo di Casale, che convinse il marchese di Castiglione a consegnare Ippolita e Caterina a Vincenzo Gonzaga. Essendo stato informato del fatto che Alfonso era stato assassinato da dei sicari di Rodolfo e che questi aveva fatto coniare monete contraffatte ai tipi di papa Sisto V e di Sede vacante (le "baiocchelle"), il pontefice nel dicembre 1592 scomunicò Rodolfo.

### Assassinio a Castel Goffredo

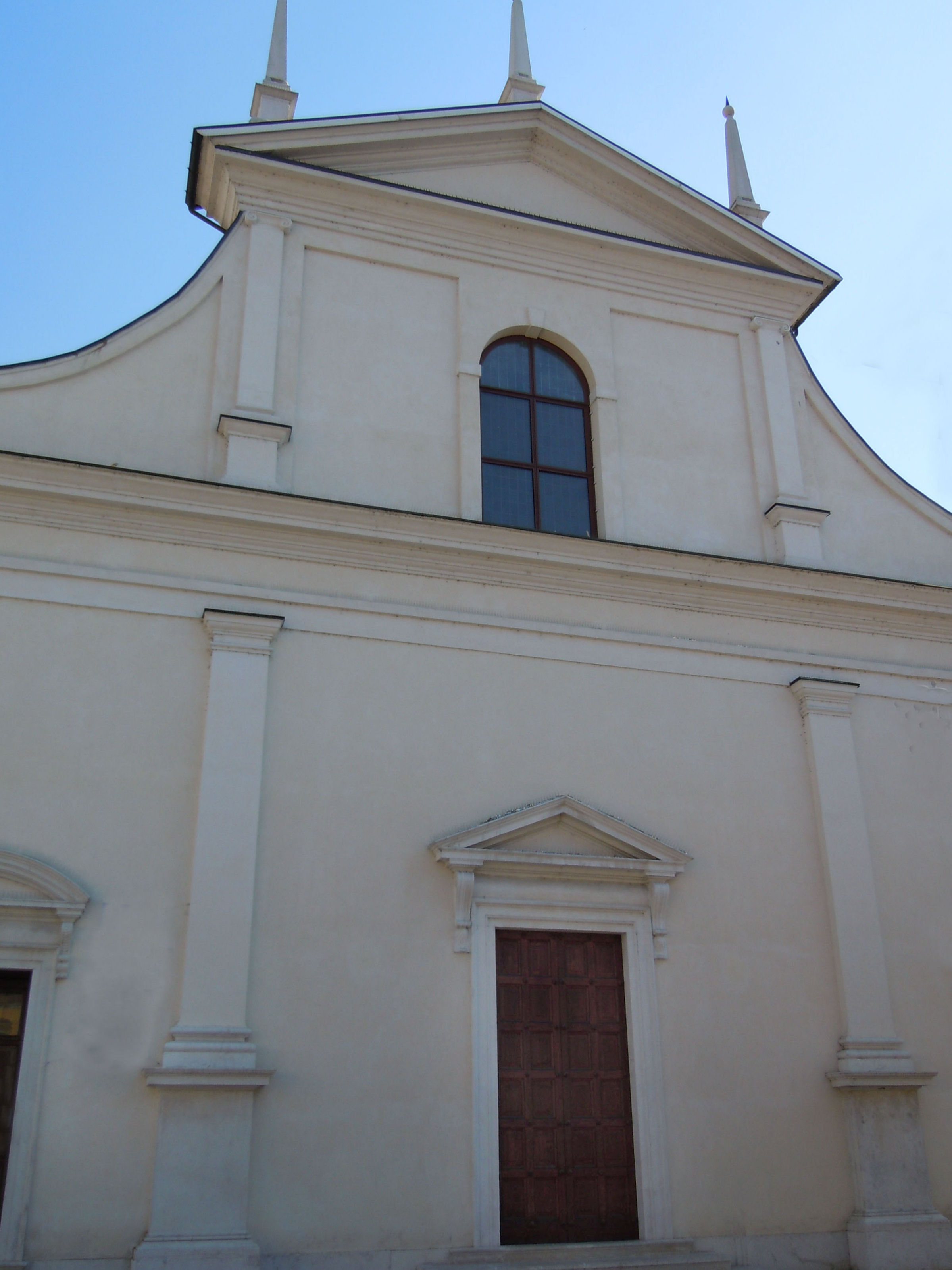
Castel Goffredo, porta della chiesa prepositurale di Sant'Erasmo sulla quale venne colpito Rodolfo Gonzaga

Rodolfo, che alternava in quel periodo la sua residenza tra Castiglione e Castel Goffredo, venne colpito da un colpo di archibugio il 3 gennaio 1593, per mano di Michele Volpetti (o Volpati) già suo domestico, mentre si recava a messa con la moglie e la figlia Cinzia, all'ingresso della chiesa prepositurale di Sant'Erasmo a Castel Goffredo e morì sul colpo: la folla fece scempio del suo cadavere e i rivoltosi, appropriatisi della piazza e del suo palazzo, tennero prigioniere per giorni Elena e la figlia.
La salma di Rodolfo venne trasportata a Castiglione e sepolta nell'oratorio di San Sebastiano, annesso al castello. Ma dopo quattro settimane, su disposizione del vescovo di Brescia Gianfrancesco Morosini, fu dissepolto, perché scomunicato e posto fuori dalla chiesa. Sua madre Marta Tana ricorse al papa Gregorio XV per far ribenedire il defunto e ottenne di seppellirlo in terra consacrata solo nel 1600

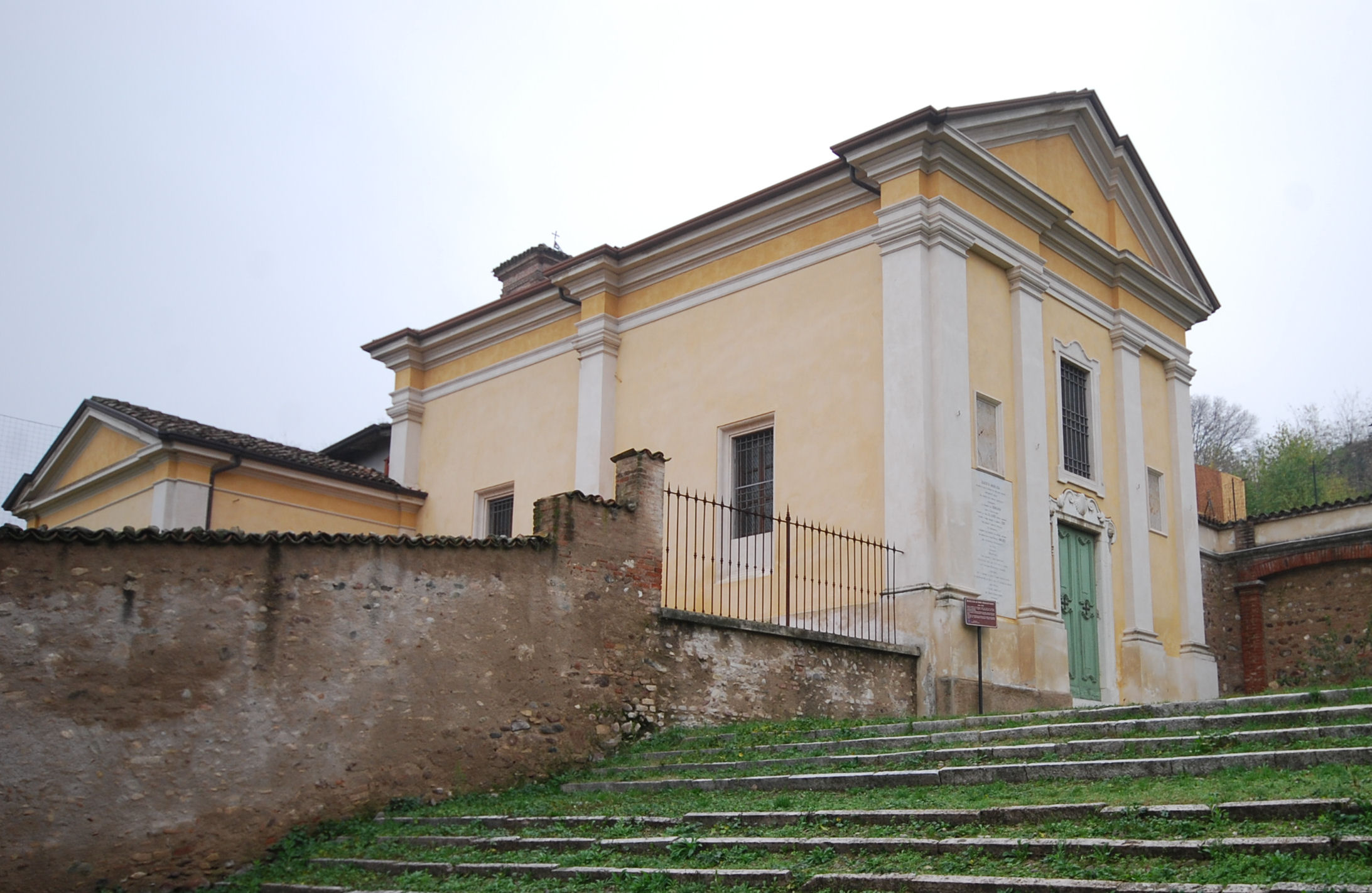
Castiglione delle Stiviere, basilica di San Sebastiano

Rodolfo aveva avuto dalla moglie solo quattro figlie femmine. Per espiare le colpe del padre, consigliate dal padre gesuita Virgilio Cepari, le tre figlie superstiti fondarono il collegio delle nobili Vergini di Gesù e vi si ritirarono emettendo voto di castità.
Elena Aliprandi nel 1596 si risposò a Borgoforte con Claudio Gonzaga ed ebbe sei figli, quattro maschi e due femmine.
Il marchesato di Castiglione dal 1593 passò al fratello minore di Rodolfo, Francesco e Castel Goffredo fu inglobato nel ducato di Mantova nel 1600 in cambio di Medole e Solferino, ponendo fine ai "Gonzaga di Castel Goffredo".

## Discendenza
Rodolfo ed Elena ebbero quattro figlie:
- Cinzia (1589 – 1649), monaca e fondatrice del Collegio delle Vergini di Gesù a Castiglione delle Stiviere;
- Elena (1590 – 1593);
- Olimpia (1591 – 1645), monaca e fondatrice del Collegio delle Vergini di Gesù a Castiglione delle Stiviere;
- Gridonia (1592 – 1650), monaca e fondatrice del Collegio delle Vergini di Gesù a Castiglione delle Stiviere. Fu anche tutrice con Cristierno del minore Luigi Gonzaga e governò per alcuni anni sia il feudo di Castiglione (Cristierno, morendo, lasciò erede il figlio Carlo ancora minorenne) che il feudo di Solferino.

## Ascendenza
|                     |             |                         | Genitori                   |  |  | Nonni |  |  | Bisnonni        |  |  | Trisnonni           |  |
|                     |             |                         |                            |  |  |       |  |  | Rodolfo Gonzaga |  |  | Ludovico II Gonzaga |  |
|                     |             |                         |                            |  |  |       |  |  | Rodolfo Gonzaga |  |  | Ludovico II Gonzaga |  |
|                     |             | Barbara di Brandeburgo  |                            |  |  |       |  |  | Rodolfo Gonzaga |  |  |                     |  |
| Aloisio Gonzaga     |             |                         |                            |  |  |       |  |  | Rodolfo Gonzaga |  |  |                     |  |
|                     |             | Caterina Pico           | Gianfrancesco I Pico       |  |  |       |  |  |                 |  |  |                     |  |
|                     |             | Caterina Pico           | Gianfrancesco I Pico       |  |  |       |  |  |                 |  |  |                     |  |
|                     |             | Caterina Pico           | Giulia Boiardo             |  |  |       |  |  |                 |  |  |                     |  |
| Ferrante Gonzaga    |             | Caterina Pico           |                            |  |  |       |  |  |                 |  |  |                     |  |
|                     |             | Gian Giacomo Anguissola | Giovanni Carlo Anguissola  |  |  |       |  |  |                 |  |  |                     |  |
|                     |             | Gian Giacomo Anguissola | Giovanni Carlo Anguissola  |  |  |       |  |  |                 |  |  |                     |  |
|                     |             | Gian Giacomo Anguissola | Caterina Torelli d'Aragona |  |  |       |  |  |                 |  |  |                     |  |
| Caterina Anguissola |             | Gian Giacomo Anguissola |                            |  |  |       |  |  |                 |  |  |                     |  |
|                     |             | Angela Radini Tedeschi  | Daniele Radini Tedeschi    |  |  |       |  |  |                 |  |  |                     |  |
|                     |             | Angela Radini Tedeschi  | Daniele Radini Tedeschi    |  |  |       |  |  |                 |  |  |                     |  |
|                     |             | Angela Radini Tedeschi  | ...                        |  |  |       |  |  |                 |  |  |                     |  |
| Rodolfo Gonzaga     |             | Angela Radini Tedeschi  |                            |  |  |       |  |  |                 |  |  |                     |  |
|                     | Ercole Tana | Baldassarre Tana        |                            |  |  |       |  |  |                 |  |  |                     |  |
|                     | Ercole Tana | Baldassarre Tana        |                            |  |  |       |  |  |                 |  |  |                     |  |
|                     | Ercole Tana | ...                     |                            |  |  |       |  |  |                 |  |  |                     |  |
| Baldassarre Tana    | Ercole Tana |                         |                            |  |  |       |  |  |                 |  |  |                     |  |
|                     |             | Elena Benso di Mondonio | Bartolomeo Benso           |  |  |       |  |  |                 |  |  |                     |  |
|                     |             | Elena Benso di Mondonio | Bartolomeo Benso           |  |  |       |  |  |                 |  |  |                     |  |
|                     |             | Elena Benso di Mondonio | Tommasina Vignati          |  |  |       |  |  |                 |  |  |                     |  |
| Marta Tana          |             | Elena Benso di Mondonio |                            |  |  |       |  |  |                 |  |  |                     |  |
|                     |             | Girolamo della Rovere   | Stefano della Rovere       |  |  |       |  |  |                 |  |  |                     |  |
|                     |             | Girolamo della Rovere   | Stefano della Rovere       |  |  |       |  |  |                 |  |  |                     |  |
|                     |             | Girolamo della Rovere   | Luchesia della Rovere      |  |  |       |  |  |                 |  |  |                     |  |
| Anna della Rovere   |             | Girolamo della Rovere   |                            |  |  |       |  |  |                 |  |  |                     |  |
|                     |             | Maria Grimaldi          | Giovanni II di Monaco      |  |  |       |  |  |                 |  |  |                     |  |
|                     |             | Maria Grimaldi          | Giovanni II di Monaco      |  |  |       |  |  |                 |  |  |                     |  |
|                     |             | Maria Grimaldi          | Libera Portoneri           |  |  |       |  |  |                 |  |  |                     |  |
|                     |             | Maria Grimaldi          |                            |  |  |       |  |  |                 |  |  |                     |  |

## Genealogia
|            |            |                                             |                                             |                 |                           |                           |                     |                     |                     |       |       |        |                     |                          |                          |                     |                     |                                   |                                   |                       |                       |
|            |            |                                             |                                             |                 |                           |                           |                     |                     | Rodolfo (1452-1495) |       |       |        |                     |                          |                          |                     |                     |                                   |                                   |                       |                       |
|            |            |                                             |                                             |                 |                           |                           |                     |                     |                     |       |       |        |                     |                          |                          |                     |                     |                                   |                                   |                       |                       |
|            |            |                                             |                                             |                 |                           |                           |                     |                     |                     |       |       |        |                     |                          |                          |                     |                     |                                   |                                   |                       |                       |
|            |            |                                             |                                             |                 | Gianfrancesco (1488-1525) | Gianfrancesco (1488-1525) |                     |                     |                     |       |       |        | Aloisio (1494-1549) | Aloisio (1494-1549)      |                          |                     |                     |                                   |                                   |                       |                       |
|            |            |                                             |                                             |                 |                           |                           |                     |                     |                     |       |       |        |                     |                          |                          |                     |                     |                                   |                                   |                       |                       |
|            |            |                                             |                                             |                 |                           |                           |                     |                     |                     |       |       |        |                     |                          |                          |                     |                     |                                   |                                   |                       |                       |
|            |            |                                             |                                             |                 | Ramo di Luzzara ·         | Ramo di Luzzara ·         | Alfonso (1541-1592) | Alfonso (1541-1592) |                     |       |       |        |                     |                          |                          | Orazio (1545-1587)  | Orazio (1545-1587)  |                                   | Ferrante (1544-1586)              | Ferrante (1544-1586)  |                       |
|            |            |                                             |                                             |                 |                           |                           |                     |                     |                     |       |       |        |                     |                          |                          |                     |                     |                                   |                                   |                       |                       |
|            |            |                                             |                                             |                 |                           |                           |                     |                     |                     |       |       |        |                     |                          |                          |                     |                     |                                   |                                   |                       |                       |
| Ferdinando | Ferdinando | Caterina 1 sp. Carlo Trivulzio (1574-1615?) | Caterina 1 sp. Carlo Trivulzio (1574-1615?) | Giulia (1576-?) | Giulia (1576-?)           | Ginevra (1578-?)          | Ginevra (1578-?)    | Giovanna            | Giovanna            | Maria | Maria | Luigia | Luigia              | Luigi (naturale, 1550-?) | Luigi (naturale, 1550-?) | Ramo di Solferino · | Ramo di Solferino · | Rodolfo (1569-1593)               | Rodolfo (1569-1593)               | Francesco (1577-1616) | Francesco (1577-1616) |
|            |            |                                             |                                             |                 |                           |                           |                     |                     |                     |       |       |        |                     |                          |                          |                     |                     |                                   |                                   |                       |                       |
|            |            |                                             |                                             |                 |                           |                           |                     |                     |                     |       |       |        |                     |                          |                          |                     |                     |                                   |                                   |                       |                       |
|            |            |                                             |                                             |                 |                           |                           |                     |                     |                     |       |       |        |                     |                          |                          |                     |                     | Ramo di Castel Goffredo (estinto) | Ramo di Castel Goffredo (estinto) | Ramo di Castiglione · | Ramo di Castiglione · |